# Muroidea
Muroidea — надсемейство млекопитающих отряда грызунов.

## Классификация
Надсемейство включает в себя 6 семейств:
- Семейство Колючие сони (Platacanthomyidae)
- Семейство Слепышовые (Spalacidae)
- Семейство Мышевидные хомячки (Calomyscidae)
- Семейство Незомииды (Nesomyidae)
- Семейство Хомяковые (Cricetidae)
- Семейство Мышиные (Muridae)